# Dhikasintad
Dhikasintad (nep. ढिकासिन्ता) – gaun wikas samiti w zachodniej części Nepalu w strefie Mahakali w dystrykcie Baitadi. Według nepalskiego spisu powszechnego z 2011 roku liczył on 749 gospodarstw domowych i 4655 mieszkańców (2501 kobiet i 2154 mężczyzn).